# Dave Dave
Dave Dave (* 18. Juni 1976 als David Rothenberg; † 15. Juli 2018 in Las Vegas) war ein US-amerikanischer Konzeptkünstler, dessen Vater 1983 versuchte, ihn zu ermorden, indem er ihn mit Kerosin übergoss und anzündete. Er wurde daher in US-amerikanischen Medien auch als Burn Boy bekannt.

## Mordversuch
1983, als David Rothenberg sechs Jahre alt war, waren seine Eltern bereits geschieden, Er lebte bei seiner Mutter, Marie Rothenberg, in Carroll Gardens, Brooklyn, New York, aber seine Eltern stritten noch um das Sorgerecht.
Sein Vater, Charles Rothenberg, besuchte mit ihm das Disneyland Resort in Kalifornien. Als sie am Abend des 3. März 1983 in einem Motel in Buena Park, Kalifornien, eingekehrt waren, hatten seine Eltern telefonisch Streit. Charles gab seinem Sohn ein Schlafmittel. Nachdem dieser eingeschlafen war, schüttete er Kerosin in das Bett und setzte es in Brand. Er verließ das Zimmer und beobachtete von einer Telefonzelle auf der anderen Straßenseite aus, wie andere Motelgäste sein Kind retteten.
David Rothenberg erlitt Verbrennungen dritten Grades an über  90 % seiner Haut. Es mussten Finger und Zehen amputiert werden. Dave erhielt insgesamt mehr als einhundert Hauttransplantate. Er wurde schwer entstellt und erlitt während einer der Hauttransplantationen eine Hirnschwellung, die zu epileptischen Anfällen und anderen Komplikationen führte.
Charles Rothenberg behauptete, er habe sich ursprünglich gemeinsam mit seinem Sohn töten wollen. Er wurde im Juli 1983 zur (damaligen, dortigen) Höchststrafe von 13 Jahren Haft verurteilt. Er wurde 1990 auf Bewährung entlassen, die Bewährungszeit betrug drei Jahre. Nach zwei Jahren floh er, stellte sich dann aber selbst. 1996 wurde er wegen einer Schießerei in Oakland angeklagt. Zu dieser Zeit besuchte Dave, damals 19 Jahre alt, ihn im Gefängnis. Dabei erklärte er, Charles Rothenberg sei kein Vater, sondern ein Hochstapler („not a father but an imposter“). 1998 änderte Charles Rothenberg seinen Namen in Charley Charles. 2007 wurde er aufgrund der kalifornischen Three-strikes-Regel zu 25-jähriger bis lebenslanger Haft wegen bewaffneter Angriffe in San Francisco verurteilt, nachdem er auch in zwei anderen US-Bundesstaaten wegen verschiedener Straftaten verurteilt worden war.
David Rothenberg hatte Fernsehauftritte und traf Prominente, einschließlich Michael Jordan und wurde Freund und Protegé von Michael Jackson, der die Kosten seiner medizinischen Behandlungen teilweise übernahm. Marie Rothenberg heiratete Richard Hafdahl, einen Polizeibeamten, der die Ermittlungen bezüglich des Mordversuchs geleitet hatte, und zog mit David nach Orange County (Kalifornien). 1985 veröffentlichte sie das Buch David, das 1988 unter demselben Namen verfilmt wurde.

## Späteres Leben und Karriere
Rothenberg besuchte das Art Center College of Design. Ab 1996 verwendete er nur noch seinen Vornamen. Anschließend nahm er offiziell den Namen Dave Dave an, um sich selbst von seinem Vater und dessen Erbe zu befreien (to “free myself of [Charles Rothenberg’s] name and his legacy”). Er wurde Housemusik-DJ, Musikproduzent und Rapper. 1996 führte er Regie bei einem Musikvideo für Kelli Lidell. Später konzentrierte er sich auf Konzeptkunst in Las Vegas. Dazu gehörte ein Projekt namens Lifted, das nach seinen Angaben entstand aufgrund des Dranges, andere zu inspirieren, über sich hinauszuwachsen („a conscious desire to inspire others to be greater than themselves“) and collaborations with artists including Sheridee Hopper.
Dave starb am 15. Juli 2018 im Sunrise Hospital in Las Vegas im Alter von 42 Jahren an den Folgen einer Lungenentzündung.